# ديف دونالدسون (لاعب كرة قدم)
ديف دونالدسون (بالإنجليزية: Dave Donaldson)‏ هو لاعب كرة قدم بريطاني، ولد في 28 ديسمبر 1941 في هيلينغدون ‏ في المملكة المتحدة. لعب مع نادي ويمبلدون.